# Джон Остін (юрист)
Джон Остін (англ. John Austin; 3 березня 1790, Саффолк — 1 грудня 1859, Вейбридж, Суррей) — відомий англійський юрист, засновник юридичного позитивізму.

## Біографія
Остін народився в купецькій сім'ї у графстві Саффолк в Англії у 1790 році. Так як сім'я мала значні достатки, Остін зміг отримати місце у армії, де прослужив 5 років. У 1812 році подав у відставку, щоб вивчати закон. У 1818 році був прийнятий до колегії адвокатів. Не люблячи з'являтися на публіці, Остін все частіше практикується в канцелярії суду Англії. За декілька років такої праці Джон отримав досить тьмяну репутацію адвоката у зв'язку з невеликим робочим навантаженням, прихильністю до хвороб і депресії. У 1820 році він одружився з Сарою Тейлор, яка стала успішним редактором і перекладачем. В 1825 році Джон покинув практику закону через не достатній заробіток для проживання подружжя.
Попри невелику продуктивність як практикуючого адвоката, інтелект Остіна і його зацікавленість у аналітичних аспектах правової теорії привернули увагу Джеремі Бентама — адвоката і фахівця з етики. За підтримкою останнього, в 1826 році Остін отримав посаду першого професора юриспруденції в Університеті Лондона. Дружина Остіна, яка також поділяла утилітарні схильності і інтереси чоловіка в правовій реформі, отримала можливість часто перебувати в інтелектуальних колах, і в кінцевому підсумку пара зустрічала таких відомих осіб, як Томас Карлейль і Джон Мілль. Протягом життя Остіна вона працювала не покладаючи рук, щоб сприяти кар'єрі чоловіка, незважаючи на його часті напади меланхолії.
До початку своєї викладацької діяльності в університеті, Остін провів два роки в Бонні (Німеччина), де він здійснив дослідження законів Стародавнього Риму. Він також захопився класифікацією систем і методів аналізу цивільних законів, які були розроблені німецькими вченими. Він хотів їх розробити для того, щоб студент зміг легко його зрозуміти. Під впливом англійського філософа і політолога Томаса Гоббса, Джон спробував поширити дедуктивний метод вивчення суспільства на вивчення людини, Остін також намагався на основі математичної теорії розробити чітку базу для його концепції.
У 1828 році повертається до викладацької діяльності. Остін знайшов свого однодумця — шотландського фахівця з етики С. Мілля, який був менше на 14 років. Міль став найвідомішим прибічником утилітаризмо-етичної теорії, яка стверджувала, що необхідно завжди діяти, щоб максимально збільшити добробут. Подружжя стало близькими друзями з Мілем, а також Бентамом. У той час як Остін поділяє утилітарні інтереси друзів, він не розділяє їх прагнення і здатності ладити з громадським оточенням. Приступи меланхолії перешкоджали йому енергійно боротися з невдачами у кар'єрному рості, як практикуючого адвоката.
Хоч він читав лекції з предмету протягом декількох років, і привернув увагу багатьох відомих учених свого часу, але незабаром Остін побачив, що відвідуваність його лекцій зменшилась у порівнянні з відвідуванням перших лекцій. Недостатня реєстрація до його класів, змусила Остіна піти у відставку на весні 1830 р.
Найвизначніший внесок Остіна до британського законодавства — публікація його роботи «The Province of Jurisprudence Determined» («Визначення предмета юриспруденції»), восени 1832 року. До роботи були включені уривки з його лекцій на тему, в якій Остін спробував прояснити різницю між правильним законом (закон, який створений за бажанням державної влади) та морального закону.
У 1834 році Остін намагався заробляти на життя, читаючи лекції з юриспруденції в Внутрішньому Храмі (Inner Temple), але зазнав невдачі у цій спробі, і відмовився взагалі від викладацької діяльності. Завдяки впливу своїх друзів, яких не припиняє вражати інтелект і характер Джона, він провів дві офіційні зустрічі.
У 1833 році він був призначений членом до комісії з кримінального права, але пішов у відставку після підписання перших двох звітів. У 1836 році він був призначений комісаром з Джорджем Льюїсом для консультацій по правовій та конституційній реформі, проведених на Мальті. Рекомендації комісарів були взяті до уваги у справах колоній. Хоча призначення Остіна було раптово припинене, після двох років роботи, він отримав зрештою зарплату розміром 3000£ — єдину значну суму, яку він заробив протягом життя.
Протягом наступних десяти років подружжя Остінів жили за кордоном, спочатку в Німеччині, а потім в Парижі, за рахунок заробітків Сари Остін, як письменниці і перекладача.
В 1848 році вони повернулися до Англії і оселилися в Вейбріджі, де Остін жив на пенсію до своєї смерті в грудні 1859 році. Його дружина пережила його на вісім років.
Друге видання «Визначення предмета юриспруденції» було опубліковано Сарою Остін в 1861 році. А в 1863 році вона відновила нотатки Остіна, на основі яких опублікувала роботу «Lectures on Jurisprudence or the Philosophy of Positive Law» («Лекції з юриспруденції або філософії позитивного права»).

Життя Джона Остіна (1790—1859) було наповнене розчаруваннями і нездійсненими очікуваннями. Своїм розумом і поглядами він вразив багатьох впливових і відомих людей, а саме Джеремі Бентам, Джеймс Мілль, Джон Стюарт Мілль і Томас Карлайл. Йому передбачали майбутнє великої людини. Тим не менш, нервовий характер Остіна, хитке здоров'я, схильність до меланхолії в поєднанні з перфекціонізмом призвели до швидкого закінчення кар'єри як в адвокатурі, так і на державній службі.

## Основні роботи
1. «Визначення предмета юриспруденції»
2. «Лекції з юриспруденції або філософії позитивного права».

В даних роботах викладені основні ідеї, які вплинули на розвиток юридичного позитивізму.
«Визначення предмета юриспруденції» — найвідоміша робота Остіна, яка вміщувала частину його лекцій. Вона змінила думки англійців з приводу визначення сфери впливу етики і права.
У своїй роботі Остін намагався пояснити різницю між правильним законом (створеним за бажанням держави) і моральним законом.
Остін вважав, що право — це норма, встановлена з метою керування однією розумною істотою іншою розумної істотою за допомогою влади.
За Джоном, закони краще розглядати як тип команди: виражене бажання, щоб інша сторона виконала або утрималася від виконання певних дій, які супроводжуються наявністю загрози — чітко визначеної санкції чи покарання — внаслідок не виконання. Для виділення законів з-поміж інших типів потрібно, щоб команда містила написаний певний тип поведінки за конкретних обставин і повинна бути встановлена носієм суверенітету: верховним правителем або керівним органом, якому суспільство надало владних повноважень. Санкції можуть бути як позитивними так і негативними, і можуть включати в себе винагороду або покарання з боку державних органів; не є законними санкціями природні наслідки або диктат совісті. Таким чином, «позитивне право» відрізняється від законів Бога, які беруть свою основу в моральних принципах і заповідях.
У своїй роботі Остін виклав основи теорії, створеної Бентамом, що заклала базис юридичного позитивізму. Основним аргументом доведення теорії було те, що закон створюється за волею верховної влади. На формування цієї теорій також вплинули утилітарні погляди Остіна. За його думкою «корисність» закону полягала в загальному використанні.
Обговорення юриспруденції у роботі «Визначення предмета юриспруденції» було вступом до подальшого збору лекцій Остіна, які були опубліковані посмертно дружиною Сарою у праці «Лекції з юриспруденції або філософії позитивного права». Ця робота розширила значення понять, пов'язаних з вивченням юриспруденції, таких, як боргу, свободи, травми, покарання, право, статус і джерела законів. Остін розглядав інституційний аналіз окремо від обговорення самих владних установ, а також стверджував, що заземлення в юриспруденції сприятиме розгляду інших аспектів правового процесу.

## Юридичний позитивізм
В аналітичній юриспруденції, Остін був першим представником юридичного позитивізму. Він запропонував новий підхід до права, як до об'єкта наукового дослідження.
Позитивне право це своєрідний матеріал для побудови логічно завершеної системи, яка має єдність, комплексність і беззаперечність.
Юридичний позитивізм стверджує (або припускає), що корисно мати морально-нейтральну, описову (або "концептуальну) теорію права. (Головний конкурент юридичного позитивізму — теорія природного права.). Юридичний позитивізм не заперечує, що моральна і політична критика правових систем є важливим, але наполягає на тому, що описовий чи концептуальний підхід до права є цінний, а також є необхідним вступом у критиці.
Були і інші теоретики до Остіна, які пропонували види, подібні до юридичного позитивізму або, принаймні, які нагадували правовий позитивізм в деякому роді. Серед них були: Томас Гоббс з його поглядом на закон як продукт Левіафана; Девід Юм, з його аргументом для розділення «є» і «повинно»; і Джеремі Бентам.

Відома формула Остіна, яку можна було б назвати «догмою» з юридичного позитивізму, полягає в наступному:
- «Існування закону це одне, а його заслуга чи недолік це зовсім інше.»[9]
- «Закон, який насправді існує, є законом, навіть якщо трапляється, що він нам не подобається, або якщо він відрізняється від тексту, за допомогою яких ми регулюємо схвалення і несхвалення.»[9]

Остін вважав, що існує два види правил поведінки: йдуть від Бога, і йдуть від людей. Правила поведінки, що йдуть від Бога, відносяться до природного права і були створені без участі політиків, на відміну від правил поведінки, встановлених людьми. Звідси випливає і позитивна мораль. Люди через політиків створюють позитивне право.
Позитивістський підхід негативно оцінюється через те, що допускає існування права поза межами реальної держави. Формула «закон є закон» має бути визнана і неухильно дотримуватися. Вона є основою державної піраміди і служить в щоденному людському спілкуванні. Право, в точному розумінні цього поняття, характеризується чотирма елементами: наказом, санкцією, обов'язком виконання і суверенністю влади. Будь-яке позитивне право, по Остіну, походить від влади, тому змістом права є наказ влади, спрямований на підданого під загрозою санкції у разі невиконання.
На думку Остіна право і мораль слід суворо розділяти.